# Чемпіонат СРСР з легкої атлетики в приміщенні 1989
Чемпіонат СРСР з легкої атлетики в приміщенні 1989 року був проведений 10-12 лютого у Гомелі в легкоатлетичному манежі фізкультурно-спортивного товариства «Динамо».
Родіон Гатаулін встановив новий рекорд світу в приміщенні у стрибках з жердиною — 6,02 м.
Чемпіонство з легкоатлетичних багатоборств було окремо розіграно 18-19 лютого у Волгограді.

## Медалісти

### Чоловіки
| Дисципліни            | Золото                            | Золото       | Срібло                           | Срібло   | Бронза                          | Бронза   |
| --------------------- | --------------------------------- | ------------ | -------------------------------- | -------- | ------------------------------- | -------- |
| 60 метрів             | Віталій Савін Алма-Ата            | 6,58         | Ігор Грошев Московська обл.      | 6,65     | Юрій Мізера Московська обл.     | 6,65     |
| 200 метрів            | Андрій Федорів Москва             | 21,69        | Олександр Лисенко Смоленськ      | 21,87    | Кястутіс Клімас Каунас          | 22,10    |
| 400 метрів            | Ігор Житкевич Воронеж             | 47,45        | Володимир Попов Москва           | 47,67    | Петро Ханьжин Перм              | 47,76    |
| 800 метрів            | Віктор Калінкін Пенза             | 1.50,45      | Сергій Тимофеєв Новочеркаськ     | 1.50,57  | Дмитро Постнов Курськ           | 1.50,68  |
| 1500 метрів           | Володимир Колпаков Челябінськ     | 3.41,60      | Сергій Афанасьєв Московська обл. | 3.43,56  | Василь Матвєєв Москва           | 3.45,44  |
| 60 метрів з бар'єрами | Ігор Казанов Рига                 | 7,56         | Олександр Маркін Москва          | 7,69     | Володимир Шишкін Горький        | 7,71     |
| Ходьба 5000 метрів    | Михайло Щенников Москва           | 18.15,91 NIR | Франц Костюкевич Мінськ          | 18.16,54 | Євген Місюля Мінськ             | 18.56,10 |
| Стрибки у висоту      | Олексій Ємєлін Москва             | 2,32 м       | Рудольф Поварніцин Київ          | 2,32 м   | Сергій Димченко Київ            | 2,29 м   |
| Стрибки з жердиною    | Родіон Гатаулін Ташкент           | 6,02 м WIR   | Ігор Потапович Алма-Ата          | 5,70 м   | Віктор Риженков Ташкент         | 5,65 м   |
| Стрибки у довжину     | Володимир Ратушков Ленінград      | 7,99 м       | Ігор Харитонов Смоленськ         | 7,95 м   | Сергій Заозерський Архангельськ | 7,93 м   |
| Потрійний стрибок     | Володимир Іноземцев Ворошиловград | 17,39 м      | Микола Мусієнко Дніпропетровськ  | 17,32 м  | Володимир Черников Ташкент      | 16,97 м  |
| Штовхання ядра        | Олександр Багач Бровари           | 20,21 м      | Микола Бородкін Хмельницький     | 19,97 м  | В'ячеслав Лихо Московська обл.  | 19,96 м  |

### Жінки
| Дисципліни            | Золото                                    | Золото   | Срібло                                            | Срібло   | Бронза                         | Бронза   |
| --------------------- | ----------------------------------------- | -------- | ------------------------------------------------- | -------- | ------------------------------ | -------- |
| 60 метрів             | Ольга Наумкіна Москва Наталія Ковтун Тула | 7,21     | не вручалась                                      |          | Надія Рощупкіна Тула           | 7,22     |
| 200 метрів            | Наталія Ковтун Тула                       | 23,29    | Наталія Бочина Ленінград                          | 23,36    | Марина Маркіна Москва          | 23,67    |
| 400 метрів            | Марина Харламова Волгоград                | 53,12    | Марина Шмоніна Ташкент                            | 53,28    | Людмила Джигалова Харків       | 53,33    |
| 800 метрів            | Тетяна Гребенчук Борисов                  | 2.02,62  | Марина Ячменьова Ленінград                        | 2.02,64  | Світлана Кітова Москва         | 2.02,77  |
| 1500 метрів           | Марина Ячменьова Ленінград                | 4.13,65  | Світлана Кітова Москва Людмила Борисова Ленінград | 4.13,96  | не вручалась                   |          |
| 3000 метрів           | Марина Плужникова Горький                 | 9.13,38  | Стефанія Статкувене Вільнюс                       | 9.14,07  | Людмила Борисова Ленінград     | 9.16,70  |
| 60 метрів з бар'єрами | Людмила Нарожиленко Мічурінськ            | 7,81     | Єлізавета Чернишова Свердловськ                   | 7,91     | Галина Хаустова Нальчик        | 8,00     |
| Ходьба 3000 метрів    | Аліна Іванова Чебоксари                   | 12.15,31 | Наталія Сербіненко Донецьк                        | 12.18,19 | Олена Сайко Челябінськ         | 12.34,61 |
| Стрибки у висоту      | Наталія Голоднова Караганда               | 1,94 м   | Ольга Турчак Алма-Ата                             | 1,94 м   | Олена Панікаровських Ленінград | 1,91 м   |
| Стрибки у довжину     | Лариса Бережна Київська обл.              | 7,20 м   | Іоланда Чен Москва                                | 7,05 м   | Інеса Кравець Київ             | 6,88 м   |
| Штовхання ядра        | Дангуоле Урбікене Вільнюс                 | 18,24 м  | Тетяна Хорхульова Вітебськ                        | 17,73 м  | Валентина Федюшина Москва      | 17,56 м  |

## Чемпіонат СРСР з легкоатлетичних багатоборств в приміщенні
Чемпіонство з легкоатлетичних багатоборств було розіграно в межах окремого чемпіонату СРСР з багатоборств в приміщенні, проведеного 18-19 лютого у Волгограді в легкоатлетичному манежі Волгоградського державного інституту фізичної культури одночасно з матчевою зустріччю багатоборців СРСР та НДР.

### Чоловіки
| Дисципліна    | Золото                   | Золото        | Срібло             | Срібло    | Бронза                | Бронза    |
| ------------- | ------------------------ | ------------- | ------------------ | --------- | --------------------- | --------- |
| Восьмиборство | Роман Терехов Ставрополь | 6767 очок NIR | Олексій Лях Москва | 6750 очок | Раміль Ганієв Ташкент | 6572 очки |

### Жінки
| Дисципліна   | Золото              | Золото    | Срібло                 | Срібло    | Бронза                   | Бронза    |
| ------------ | ------------------- | --------- | ---------------------- | --------- | ------------------------ | --------- |
| П'ятиборство | Ірина Матюшева Київ | 4376 очок | Лариса Нікітіна Москва | 4314 очок | Тетяна Морозова Кемерово | 4224 очки |

## Медальний залік
Нижче представлений загальний медальний залік за підсумками обох чемпіонатів.
| Місце | Команда        | Золото | Срібло | Бронза | Загалом |
| ----- | -------------- | ------ | ------ | ------ | ------- |
| 1     | РРФСР          | 10     | 5      | 10     | 25      |
| 2     | Москва         | 4      | 6      | 4      | 14      |
| 3     | УРСР           | 4      | 5      | 3      | 12      |
| 4     | Ленінград      | 2      | 3      | 2      | 7       |
| 5     | Казахська РСР  | 2      | 2      | 0      | 4       |
| 6     | Білоруська РСР | 1      | 2      | 1      | 4       |
| 7     | Узбецька РСР   | 1      | 1      | 3      | 5       |
| 8     | Литовська РСР  | 1      | 1      | 1      | 3       |
| 9     | Латвійська РСР | 1      | 0      | 0      | 1       |

## Командний залік
Починаючи з чемпіонату 1985 року, командний залік був скасований. Чемпіонати в приміщенні 1989 року носили особистий характер — командний залік офіційно не визначався.